# Réserve naturelle de Holtsåsen
La Réserve naturelle de Holtsåsen  est une aire protégée norvégienne qui est située dans le municipalité de Porsgrunn, dans le comté de Telemark.

## Description
La réserve naturelle de 0,278 km2 été créée en 2017. Elle est située sur le côté est de l'Eidangerfjord (en), au sud d'Eidanger.
La zone de colline d'Holtsåsen contient une riche variété de types naturels, y compris la forêt de chênes, la forêt de tilleuls sur des  éboulis rocheux et des éléments de forêt mixte d'épicéas. Une valeur particulière est liée aux vieux chênes, avec des espèces de champignons rares associées qui sont importantes pour la diversité biologique. 
Il est interdit de modifier l'environnement naturel. Les animaux et les plantes sont protégés, mais la chasse ordinaire est autorisée, de même que la cueillette de baies et de champignons comestibles. La circulation motorisée est interdite et il est également interdit d'allumer des feux.